# Psephis ministralis
Psephis ministralis là một loài bướm đêm trong họ Crambidae.